# Чернявский, Кузьма Семёнович
Кузьма Семёнович Чернявский — советский военный, государственный и политический деятель, подполковник.

## Биография
Родился в 1905 году в селе Медведники. Член КПСС с 1928 года.
С 1927 года — на военной службе, общественной и политической работе. В 1927—1960 гг. — краснофлотец Рабоче-Крестьянского Красного Флота, политработник в РККФ, военный представитель на ряде заводов города Ленинграда, участник Великой Отечественной войны, инструктор Политуправления, начальник политотдела тыла, начальник 7-го отдела Черноморского флота, заместитель начальника политотдела Балтийского флота, первый секретарь Кировского райкома КПСС города Ленинграда.
Делегат XX и XXI съездов КПСС.
Умер до 1985 года.